# 七宮涬三
七宮 涬三（しちのみや けいぞう、1928年5月11日 - 2011年2月16日）は、日本の歴史学者・作家・実業家。富士大学名誉教授。
主に平安時代末期から戦国時代にかけての氏族に関する著書や、岩手県の政治家や経済人に関する著作が多い。

## 経歴
東京府生まれ。岩手大学教育学部卒業。岩手日報社東京支社編集部長、みちのくコカ・コーラボトリング取締役などを経て富士大学教授、1999年定年、名誉教授。日本中世史以外の著書に、『晩年の石川啄木』『岩手県人』『岩手宰相論』など、岩手県に関する著書も多数。
2011年、急性肺炎により死去。享年82。

## 著書
- 『岩手県人　日本人国記』新人物往来社　1975
- 『みちのく蘭学事始 大槻玄沢とその時代』（新人物往来社、1977年）
- 『岩手宰相論 日本を動かした岩手県人　新人物往来社　1981
- 『みちのく太平記 あらえびす征京始末』津軽書房　1981
- 『岩手人物論』熊谷印刷出版部　1984
- 『晩年の石川啄木』第三文明社・レグルス文庫、1987
- 『陸奥南部一族』新人物往来社　1987
- 『津軽秋田安東一族』（新人物往来社、1989年）
- 『みちのく人びとの風景』岩手日報社　1996
- 『常陸・秋田佐竹一族』新人物往来社　2001
- 『下総・奥州相馬一族』[2]（新人物往来社、2003年）
- 『下野 小山・結城一族』（新人物往来社、2005年）
- 『陸奥・出羽斯波・最上一族』（新人物往来社、2005年）
- 『下野・宇都宮一族』（新人物往来社、2006年）
- 『三浦・会津蘆名一族』新人物往来社　2007
- 『織田水軍・九鬼一族』新人物往来社　2008

## 共編著
- 『元総理鈴木善幸激動の日本政治を語る 戦後40年の検証』岩手放送　1992
- 『藤原四代のすべて』編　新人物往来社　1993
- 『米内光政のすべて』編　新人物往来社　1994
- 『人生は戦い ひた走りに走り続ける戦いの人間学』中村功共著 IBC岩手放送編　高木書房　1997
- 『元参議院議員小川仁一・売上税反対で男を上げた』IBC岩手放送　1998
- 『関東管領・上杉一族』編　新人物往来社　2002
- 『岩手県の不思議事典』金野靜一,駒井健共編　新人物往来社　2003